# کرانکی (ناشر موسیقی)
کرانکی (به انگلیسی: Kranky) ناشر موسیقی مستقلی در شیکاگو، ایلینوی می‌باشد که در سال ۱۹۹۳ توسط بروس آدامز و جوئل لوشکه به‌وجود آمد.